# Mansour II (Samanides)
Abu'l-Harith Mansour II était un émir des Samanides (997-999). Il était le fils de Nuh II.
Mansour II est très jeune quand il succède à son père en tant qu'émir. Son court règne est marqué par son incapacité à contrôler ses gouverneurs et ses généraux. Peu de temps après qu'il vint au pouvoir, une rébellion est lancée, et ses chefs invitent les Qarakhanides sous Nasr Khan d'intervenir. Nasr Khan le fait, mais il défait la rébellion et contacte Fa'iq, qui est alors le gouverneur de Mansour à Samarcande. Fa'iq est envoyé par le khan à la capitale Boukhara avec une armée. Mansour s'enfuit, mais il fut convaincu plus tard d'y retourner, bien que Fa'iq détient désormais son pouvoir. 
Pendant ce temps, le général Bektuzun est envoyé par Mansour pour reprendre le contrôle du Khorasan, qui est récemment tombé dans les mains de l'empire ghaznavide. Nichapur est occupé, mais Baktuzun est alors attaqué par Abu'l-Qasim Simjuri, le gouverneur du Kouhistan, en 998. Abu'l-Qasim est convaincu par Fa'iq de se battre, ce dernier craint le pouvoir de Baktuzun. Baktuzum est victorieux, mais il fait la paix avec Abu'l-Qasim et retourne à Boukhara. Le général et Fa'iq s'allient alors l'un avec l'autre dans le but de stopper Mahmûd de Ghaznî, qui veut tout le Khorassan pour lui-même. Baktuzum et Fa'iq, qui craignent que Mansour veut les trahir au profit de Mahmud, le dépose et l'aveugle en 999. Ils nommèrent alors émir son jeune frère Abdul Malik.

## Référence
- R. N. Fyre (1975). The Cambridge History of Iran, Volume Four: From the Arab Invasion to the Saljuqs.  (ISBN 0-521-20093-8)